# Харченко, Сергей Васильевич (журналист)
Сергей Васильевич Харченко (7 июля 1945; Рясное, Емильчинский район Житомирская область Украинская ССР, СССР) — советский и казахстанский журналист, редактор, публицист. Директор-главный редактор региональной газеты «Костанайские новости» (с 1992 по 2015 гг). Председатель Костанайского областного филиала Союза журналистов Казахстана.
Заслуженный журналист Казахстана (2008), доктор социологических наук (2011), кандидат исторических наук (1985). Профессор кафедры журналистики и коммуникационного менеджмента Костанайского государственного университета имени Ахмета Байтурсынова (с 2015 года).

## Биография
Родился 7 июля 1945 года в Емильчинском районе Житомирской области Украины.
В 1975 году окончил факультет журналистики Казахского государственного университета. 
Трудовую деятельность начал в 1961 году рабочим в управлении строительства города Житикара Костанайской области.
С 1961 по 1987 год — сотрудник управления строительства в г. Житикара, секретарь комитета комсомола, инструктор горкома, обкома.
С 1987 по 1992 год — редактор газеты «Ленинский путь».
С 1992 по 2015 год — директор-главный редактор газеты «Костанайские новости» — за эти годы он стал победителем различных республиканских, международных конкурсов среди работников СМИ.
С 2015 года по настоящее время — профессор кафедры журналистики и коммуникационного менеджмента Костанайского государственного университета имени Ахмета Байтурсынова.
В 1985 году защитил учёную степень кандидата исторических наук, в 2011 году — доктора социальных наук, тема: «Социальное настроение общества и факторы влияющие на его формирование». В 2011 году решением комитета по контролю в сфере образования и науки Министерства образования и науки РК присвоено ученое звание доцента по специальности «Социология».

## Общественная деятельность
- Академик Международной академии информатизации;
- Академик Академии журналистики Казахстана;
- Член Всемирной ассоциации русской прессы (ВАРП);
- Член Международной организации журналистских союзов (Россия);
- Член союза журналистов СССР;
- Член союза журналистов Республики Казахстан;[4]
- Председатель Костанайского областного филиала Союза журналистов Казахстана;[5]

## Награды и звания
Награды СССР:
- Медаль «В ознаменование 100-летия со дня рождения Владимира Ильича Ленина» (1970);
- Медаль «За трудовое отличие» (1975);
- Медаль «Ветеран труда» (1985);
- Медаль «За трудовую доблесть» (1987);

Награды Республики Казахстан:
- 1998 (17 августа) — Указом президента РК награждён медалью «Астана»;
- 1998 (22 октября) — Указом президента РК награждён орденом «Курмет» (Почёта) — за вклад в развитие отечественной журналистики.;[6]
- 2008 (20 июня) — звания «Почётный журналист Казахстана»;[7]
- 2013 — Золотая медаль «Дружба народов – единство  России» (Россия);
- 2015 (7 декабря) — звания «Почётный гражданин Костанайской области»;[8]
- 2016 (23 июня) — Большая золотая медаль Союза журналистов Казахстана — за выдающиеся заслуги и весомый вклад в развитие гражданского общества в связи с 25-летием независимости Казахстана.;[9]
- 2017 (19 сентября) — Медаль «Деятель казахской журналистики» (Қазақ журналистикасының қайраткері);[10]
- 2017 (16 декабря) — Указом президента РК награждён орденом «Парасат» — за значительный вклад в социально-экономическое и культурное развитие страны, укрепление дружбы и сотрудничества между народами, активную общественную деятельность.;[11]
- Правительственные награды, в том числе:
  - Медаль «10 лет независимости Республики Казахстан» (2001);
  - Медаль «50 лет Целине» (2004);
  - Медаль «10 лет Конституции Республики Казахстан» (2005);
  - Медаль «10 лет Парламенту Республики Казахстан» (2006);
  - Медаль «20 лет независимости Республики Казахстан» (2011);
  - Медаль «20 лет Ассамблеи народа Казахстана» (2015);

## Публикации
- Харченко С.В. Портреты истории. –М., 2016. 264 с.
- Харченко С. В., Две страны, две судьбы и одна цель. Нурсултан Назарбаев: Лидер Нации, евразийский мыслитель. – М.:Изд-во «Перо», 2015. – 329 с.
- Харченко С. В., Две страны, две судьбы и одна цель. Владимир Путин: разведчик, политик, патриот. – М.:Изд-во «Перо», 2015. – 295 с.
- Харченко С. В., Лица времен XII – XXI вв. – Москва: Торгсервис, 2013. – 486 с.
- Харченко С.В., Казахстан: от суверенитета к мировой конкурентоспособности. – М.: Зебра Е, 2010. – 592 с.
- Harchenko S. V., The mass media of Kazakhstan in the cultural and historical context// Zbor raportow naukowych “Nauka, problem, osiagniecia, innowacyjnosc, praktiki, teoria”. – Warszawa: Wydawca: Sp. z o.o. “Diamond trading tour”, 2018 – 53-56 p.